# Edmund MacDonald
Edmund Francis MacDonald (* 7. Mai 1908 in Boston, Massachusetts; † 2. September 1951 in Los Angeles, Kalifornien) war ein US-amerikanischer Schauspieler.

## Leben und Karriere
Edmund MacDonald begann seine Schauspielkarriere beim Theater. Zwischen 1929 und 1934 spielte er in den Broadway-Produktionen Getting Even, Her Tin Soldier und I, Myself. Anschließend wandte er sich dem Filmgeschäft in Hollywood zu, wo er bis zum Jahre 1949 in insgesamt fast 50 Spielfilmen auftrat. Besonders häufig spielte MacDonald – äußerlich mit dunklen Haaren einem Schnurrbart für solche Rollen prädestiniert – schmierige Kriminelle und Schwindler, zur Zeit des Zweiten Weltkriegs war er aber auch in einigen Kriegsfilmen als Soldat zu sehen. Seine bedeutendsten Rollen waren wahrscheinlich der Sergeant Hippo in der Laurel-und-Hardy-Komödie Schrecken der Kompanie (1941) sowie der joviale Autofahrer in Edgar G. Ulmers Film noir Umleitung, der einen überraschenden Tod stirbt. Seine letzte Rolle hatte MacDonald 1949 an der Seite von Ann Blyth im Western Die rote Schlucht.
Der Schauspieler war irischer Herkunft und diente ebenfalls im Zweiten Weltkrieg. Er starb im Alter von nur 43 Jahren an einer Gehirnblutung und hinterließ seine Ehefrau Augusta. Edmund MacDonald wurde auf dem Los Angeles National Cemetery in Los Angeles bestattet.

## Filmografie (Auswahl)
- 1934: Enlighten Thy Daughter
- 1939: Der große Bluff (Destry Rides Again)
- 1940: Der Unsichtbare kehrt zurück (The Invisible Man Returns)
- 1940: Schwarzer Freitag (Black Friday)
- 1940: Treck nach Utah (Brigham Young – Frontiersman)
- 1941: Flucht nach Texas (Texas)
- 1941: Laurel und Hardy: Schrecken der Kompanie (Great Guns)
- 1942: Unternehmen Tigersprung (Flying Tigers)
- 1942: Charlie Chan: Das Schloß in der Wüste (Castle in the Desert)
- 1942: Das Herz des goldenen Westens (Heart of the Golden West)
- 1942: Who Done It?
- 1942: To the Shores of Tripoli
- 1943: Auch Henker sterben (Hangmen Also Die!)
- 1943: Verhängnisvolle Reise (Sherlock Holmes in Washington)
- 1943: Korvette K 225 (Corvette K-225)
- 1944: Dr. Wassells Flucht aus Java (The Story of Dr. Wassell)
- 1945: Incendiary Blonde
- 1945: Umleitung (Detour)
- 1947: Shoot to Kill
- 1947: Blondie’s Anniversary
- 1948: Die Frau im Hermelin (That Lady in Ermine)
- 1949: Die rote Schlucht (Red Canyon)